# Weather Research and Forecasting Model
El Weather Research and Forecasting Model (WRF) és un model numèric de pronòstic del temps, dissenyat per aplicacions operatives i de recerca. Un dels seus objectius és, precisament, accelerar la introducció dels avenços en recerca als processos operatius. Actualment, el WRF pot utilitzar-se un ampli rang d'escales, de manera que pot actuar com a model global o d'àrea limitada, permetent simulacions a molt alta resolució.
Al Servei Meteorològic de Catalunya (SMC) s'ha implementat la versió coneguda com a WRF-ARW (Advanced Research WRF), desenvolupada sota el lideratge del NCAR (National Center for Atmospheric Research, EUA) i funciona com a model d'àrea limitada, amb l'objectiu de simular circulacions atmosfèriques de mesoscala. Aquestes, inclouen aquells fenòmens que tenen lloc a escales espacials que van des d'uns quants quilòmetres fins a uns quants centenars, com per exemple les tempestes, les brises, o els sistemes frontals entre d'altres. A les computadores del SMC, dos cops al dia, a les 00 i 12 UTC, s'integra el model WRF-ARW en 3 dominis diferents (veure operativa SMC) de 27, 9 i 3 km de pas de malla, que són les que es difonen a través del web del SMC.

## Funcionament
Primer es calcula l'estat inicial de l'atmosfera pel domini més gran (amb pas de malla de 36 km) mitjançant l'assimilació de dades d'observacions, com radiosondatges o estacions de superfície, amb un mètode variacional anomenat 3DVAR. Aquest procediment permet que l'estat inicial sigui el més fidel possible a la realitat. D'altra banda, al funcionar com a model d'àrea limitada, cal utilitzar dades d'un model global per definir les variables meteorològiques a les fronteres del domini.
A continuació es duen a terme, de forma simultània, les simulacions pels dominis de 36 i 12 km de pas de malla, fins a completar 72 h de pronòstic. D'aquesta forma, les condicions de contorn al domini de 12 km són proporcionades per les sortides del model a 36 km, mitjançant el sistema conegut com a online one-way-nesting.
Després, es realitza una altra simulació del WRF-ARW a 30 h de pronòstic pel domini més petit a 4 km de pas de malla, utilitzant com a condicions inicials i de contorn les sortides procedents del domini mitjà (12 km). Donat que el pas de malla és en aquest cas més petit podrem simular fenòmens atmosfèrics que tenen lloc en escales més fines